# Liga 3 2017 (afdeling Molukken)
Het seizoen 2017 van het Moluks afdelingskampioenschap van de Indonesische Liga 3 was het eerste seizoen in het bestaan van deze regionale voetbaldivisie. De voetbalcompetitie, georganiseerd door de PSSI, is het derde voetbalniveau van Indonesië en het hoogste provinciale niveau van de Molukken. 
Aan de competitie nemen 7 clubs deel. Pelauw Putra won de competitie en neemt daardoor vervolgens deel aan de interregionale kwalificatieronde van het algeheel Liga 3 kampioenschap van Indonesië, waar alle afdelingskampioenen in een competitie tegen elkaar spelen om promotie naar de Liga 2.

## Deelnemende clubs
De zeven clubs die deelnamen aan de competitie waren: Maluku Putra FC, Bursel FC, PSA Ambon, Galunggung FC, Pelauw Putra, Ilehena FC en Hatunuku FC.
2002 · 
2003 ·
2004 ·
2005 ·
2006 ·
2007 ·
2008 ·
2009 ·
2010 ·
2011 ·
2012 ·
2013 ·
2014 ·
2015 ·
2016 ·
2017 ·
2018 ·
2019 ·
2020 ·
2021 ·
2022 ·
2023 ·